# Parafia greckokatolicka św. Jerzego w Białogardzie
Parafia greckokatolicka pw. Świętego Jerzego w Białogardzie – parafia greckokatolicka w Białogardzie. Parafia należy do eparchii wrocławsko-koszalińskiej i znajduje się na terenie dekanatu koszalińskiego.

## Historia parafii
Parafia greckokatolicka pw. Świętego Jerzego funkcjonuje od 1999 r., księgi metrykalne są prowadzone od roku 1999.

## Świątynia parafialna
Nabożeństwa odbywają się w kościele rzymskokatolickim pw. św. Jerzego.